# Tricyphona (Tricyphona) alticola
Tricyphona (Tricyphona) alticola is een tweevleugelige uit de familie Pediciidae. De soort komt voor in het Palearctisch gebied.